# Бартон, Тони
Энтони Эдвард Бартон (англ. Anthony Edward Barton; 8 апреля 1937, Саттон, Большой Лондон — 20 августа 1993, Гэмпшир) — английский футболист (играл на позиции правого флангового форварда) и футбольный тренер. Он родился в Саттоне, Суррей и прославился тем, что привёл «Астон Виллу» к успеху в 1982 году в Кубке европейских чемпионов, спустя три месяца после прихода в клуб. Он также выиграл у «Барселоны» в 1982 году в Суперкубке УЕФА.

## Карьера игрока
Тони Бартон сыграл один матч за ученическую сборную Англии, а также 5 матчей за молодёжную, свою клубную футбольную карьеру он начал с «Фулхэмом», к которому он присоединился в семнадцать лет. После окончания срока аренды в «Саттон Юнайтед» он получил статус профессионала с «Фулхэмом» в мае 1954 года. Он забил 8 раз в 49 играх за «Фулхэм».
Он перешёл в «Ноттингем Форест» в декабре 1959 года, но не утвердился в команде, сыграл только 22 игры (забил один гол), позже переехал в «Портсмут» в декабре 1961 года, где он впоследствии стал играющим тренером. После ухода на пенсию в качестве игрока, сыграв 130 игр и забив 34 гола за «Портсмут», он остался в тренерском штабе клуба.

## Тренерская карьера
Впоследствии он присоединился к тренерскому штабу «Астон Виллы», став помощником тренера Рона Сондерса в 1980 году. Клуб выиграл чемпионат в 1981 году, и Бартон был назначен на место главного тренера в феврале 1982 года после того, как Сандерс подал в отставку.
Он руководил клубом во время победы над «Баварией» в 1982 году в финале Кубка европейских чемпионов, а также в Суперкубке УЕФА в следующем сезоне, но выступления в чемпионате (шестое место в 1983 году и десятое в 1984 году) не соответствовали их успехам в Европе, и Бартон был уволен в мае 1984 года.
В июле 1984 года он занял должность тренера «Нортгемптон Таун», но покинул пост в апреле 1985 года после перенесённого сердечного приступа. В сентябре того же года он стал помощником тренера «Саутгемптона», Криса Николла, оставаясь в клубе до мая 1988 года. Позже он стал ассистентом тренера «Портсмута» и в феврале 1991 года вступил в должность исполняющего обязанности после увольнения Франка Берроуз.
После ухода из «Портсмута» он работал скаутом в нескольких клубах.
20 августа 1993 года Тони Бартон умер от сердечного приступа в возрасте 56 лет.

## Достижения
Как тренер
«Астон Вилла»
- Кубок европейских чемпионов УЕФА: 1982
- Суперкубок УЕФА: 1982